# Lingua protoceltica
Il protoceltico o talvolta celtico comune è la lingua ricostruita quale antenato comune di tutte le diverse lingue celtiche storicamente conosciute. Non ci sono documenti scritti in protoceltico, poiché essa è una lingua orale che fu parlata prima dell'introduzione della scrittura presso i popoli che la utilizzarono; si tratta pertanto di una lingua estinta ricostruita per via teorica attraverso l'applicazione del metodo comparativo. Le iscrizioni più antiche appartengono a lingue celtiche continentali già differenziate, quali il gallico e il celtiberico.

## Definizione
Il protoceltico si pone, evolutivamente, in posizione intermedia tra il protoindoeuropeo e le singole e più antiche varietà linguistiche delle lingue celtiche. Poiché la sua collocazione appartiene alla tarda preistoria, non ne esiste alcuna testimonianza scritta: il protoceltico è quindi il frutto di una ricostruzione linguistica, condotta sulla base delle testimonianze successive. Per lo stesso motivo, non si può conoscere direttamente a quali culture materiali sia associabile, tra quelle conosciute nella preistoria europea, benché sia opinione diffusa tra gli indoeuropeisti che tra i parlanti di questa protolingua vi fossero i gruppi dominanti dei portatori della Cultura di Hallstatt. Allo stesso modo, procede per via induttiva la ricerca di quale sia stata la sua culla, da molti studiosi indicata in una specifica regione dell'Europa centro-occidentale (nell'area a nord delle Alpi, compresa tra i corsi superiori del Reno e del Danubio), anche se c'è chi sostiene che non si possano facilmente scartare possibili alternative nelle periferie europee a contatto con l'Atlantico: Spagna nord-occidentale, Irlanda, Gran Bretagna, Bretagna, o una combinazione di queste ultime. Di conseguenza, restano ipotetiche, sebbene ancorate a precisi dati linguistici e archeologici, le direttrici attraverso le quali tale lingua si è diffusa fino a diventare lo strumento comune della più vasta comunità dei parlanti delle singole varietà linguistiche celtiche. Certi, secondo alcuni, sono tuttavia i mezzi attraverso cui si è realizzata la sua disseminazione in ampie zone dell'Europa: poiché mutamenti linguistici tanto radicali, come lo fu il diffondersi del celtico, richiedono necessariamente la presenza di un elevato numero di locutori, si trattò di migrazioni di popoli: sia di conquista, sia di diffusione pacifica. Secondo altri, invece, rimane ancora dibattuta la questione dei meccanismi sottostanti alla sua ampia diffusione: migrazioni di popoli, conquiste e sottomissioni, diffusione, commercio, o combinazioni di questi fattori.
Il corpus lessicale ricostruito ammonta a circa quattromila parole, di cui oltre il 10% (circa 425 lemmi) appartenente al settore tecnologico-manifatturiero: agricoltura, lavorazione della ceramica, tessitura, gioielleria, metallurgia, utensileria, lavorazione del legno, architettura.

## Celtico comune
L'espressione "celtico comune", alternativa e quasi sinonimica (nonostante per "celtico comune" si intenda solitamente una fase immediatamente successiva alla protolingua ma ancora di sostanziale omogeneità e mutua intelligibilità), indica, nella linguistica indoeuropea, la presenza nella protolingua ricostruita delle caratteristiche comuni a tutte le varietà linguistiche del celtico storicamente attestate, considerando l'insieme dei dati linguistici, non  singoli e isolati elementi, attraverso il metodo storico-comparativo. Ma la condivisione di un elemento tra diverse varietà linguistiche non indica necessariamente la provenienza da un antenato comune, ma può essere il risultato di altri fenomeni linguistici. Un esempio può essere dato dalla parola *isarnos ‘ferro’, appartenente all'orizzonte del celtico comune, che potrebbe essersi diffusa con scambi linguistici connessi alla circolazione del materiale e delle conoscenze sulla sua metallurgia (potrebbe quindi essere, tecnicamente, un Wanderwort): in tal caso essa sarebbe estranea alle culture dell'età del Bronzo a cui fa riferimento il protoceltico, dal momento che l'inizio dell'età del ferro in Europa nord-occidentale è datato all'incirca all'800-700 a.C.

## Origini

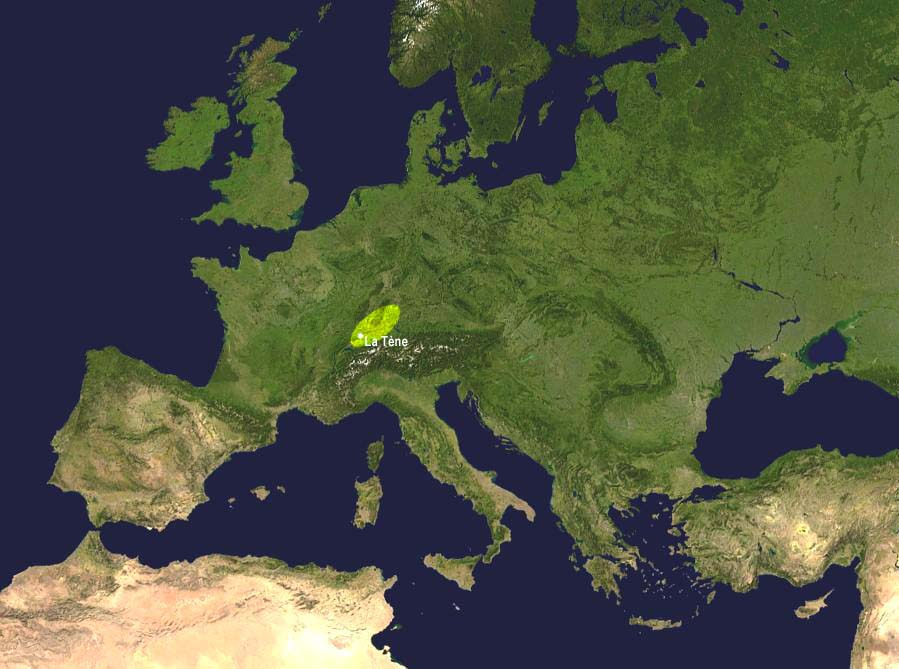
L'area originaria della Cultura di La Tène, comunemente ritenuta la culla del popolo celtico

Il protoceltico discendeva dal protoindoeuropeo, che è a sua volta l'antenata della maggior parte delle lingue parlate in Europa e di varie altre in Asia. Si distaccò nel III millennio a.C. Tre sono le principali ipotesi che precisano meglio il momento della separazione.
Secondo la prima, il protoceltico si sarebbe sviluppato nell'area della cultura di La Tène a partire da un più ampio «insieme europeo». Questo continuum linguistico, esteso in gran parte dell'Europa centro-orientale, si formò in seguito a una serie di penetrazioni di genti indoeuropee in Europa, giunte dalla patria originaria indoeuropea (le steppe a nord del Mar Nero, culla della cultura kurgan); il distacco dal tronco comune di questo insieme europeo viene fatto risalire ai primi secoli del III millennio a.C., approssimativamente tra il 2900 e il 2700 a.C.
La seconda ipotesi, che comunque muove dalla medesima visione d'insieme dell'indoeuropeizzazione dell'Europa, postula una penetrazione secondaria in Europa centrale (sempre nell'area di La Tène, e sempre a partire dalle steppe kurganiche). Tale movimento di popolazione, in questo caso esclusivamente proto-celtico, sarebbe collocabile intorno al 2400 a.C. Questa posticipazione della separazione del proto-celtico dall'indoeuropeo è motivata da considerazioni dialettologiche, che sottolineano alcune caratteristiche che le lingue celtiche condividono con le lingue indoeuropee più tarde tra cui, in particolare, il greco.
La terza ipotesi muove invece da un'impostazione radicalmente differente. Si tratta della teoria della continuità avanzata da Colin Renfrew, che fa coincidere l'indoeuopeizzazione dell'Europa con la diffusione della Rivoluzione agricola del Neolitico (V millennio a.C.). Il protoceltico sarebbe, in tal caso, l'evoluzione avvenuta in situ, nell'intera area occupata storicamente dai Celti (Isole Britanniche, Penisola iberica, Gallie, Pannonia), dell'indoeuropeo. Tale ipotesi è sostenuta in ambito archeologico (insigne archeologo è lo stesso Renfrew), ma contestata dai linguisti: l'ampiezza dell'area occupata dai Celti, l'assenza di unità politica e il lungo periodo di separazione delle diverse varietà di celtico (tremila anni dal celtico comune alle prime attestazioni storiche) sono un insieme di fattori ritenuto incompatibile con la stretta affinità tra le varie lingue celtiche antiche, assai simili le une alle altre.